# Як подолати неспокій і почати жити
«Як подолати неспокій і почати жити» (англ. How to Stop Worrying and Start Living) — одна з перших популярних книг-самовчителів у світі. Вперше опублікована 1948 року. 
Дейл Карнегі у передмові до книги стверджує, що написав її, бо сам був "найнеуспішнішим хлопцем у Нью-Йорку". Стверджує, що хвилювання зробило його хворим, оскільки він ненавидів своє життєве становище, яке він присвятив з'ясуванню того, як перестати хвилюватись.
Метою книги є спрямування читача до більш приємного та наповненого життя, допомігши йому усвідомити не лише самого себе, але й оточення. Карнегі намагається передати до нас щоденні нюанси життя, сфокусувавши увагу читача на більш важливих аспектах життя. Нині[коли?] це всесвітньовідома книга-самовчитель.